# Alex Brown (calciatore)
Alex Brown (16 aprile 1978) è un ex calciatore liberiano, di ruolo centrocampista.

## Carriera

### Nazionale
Ha debuttato in Nazionale il 24 gennaio 1999, in Liberia-Uganda (2-0). Ha messo a segno la sua prima rete con la maglia della Nazionale il 16 luglio 2000, in Liberia-Capo Verde (3-0), siglando la rete del momentaneo 2-0 al minuto 71. Ha partecipato, con la Nazionale, alla Coppa d'Africa 2002. Ha collezionato in totale, con la maglia della Nazionale, 20 presenze e una rete.